# 2015年二十国集团安塔利亚峰会
2015年二十国集团安塔利亚峰会（英語：2015 G20 Antalya summit）是第10届二十国集团政府或国家首脑会议，于2015年11月15日到16日在土耳其西南部省份安塔利亚举行。会议场地设在雷纳姆·卡里亚酒店会议中心。土耳其是在2014年12月1日从澳大利亚手上接过会议主办权，中国将主办2016年的首脑会议。

## 会议

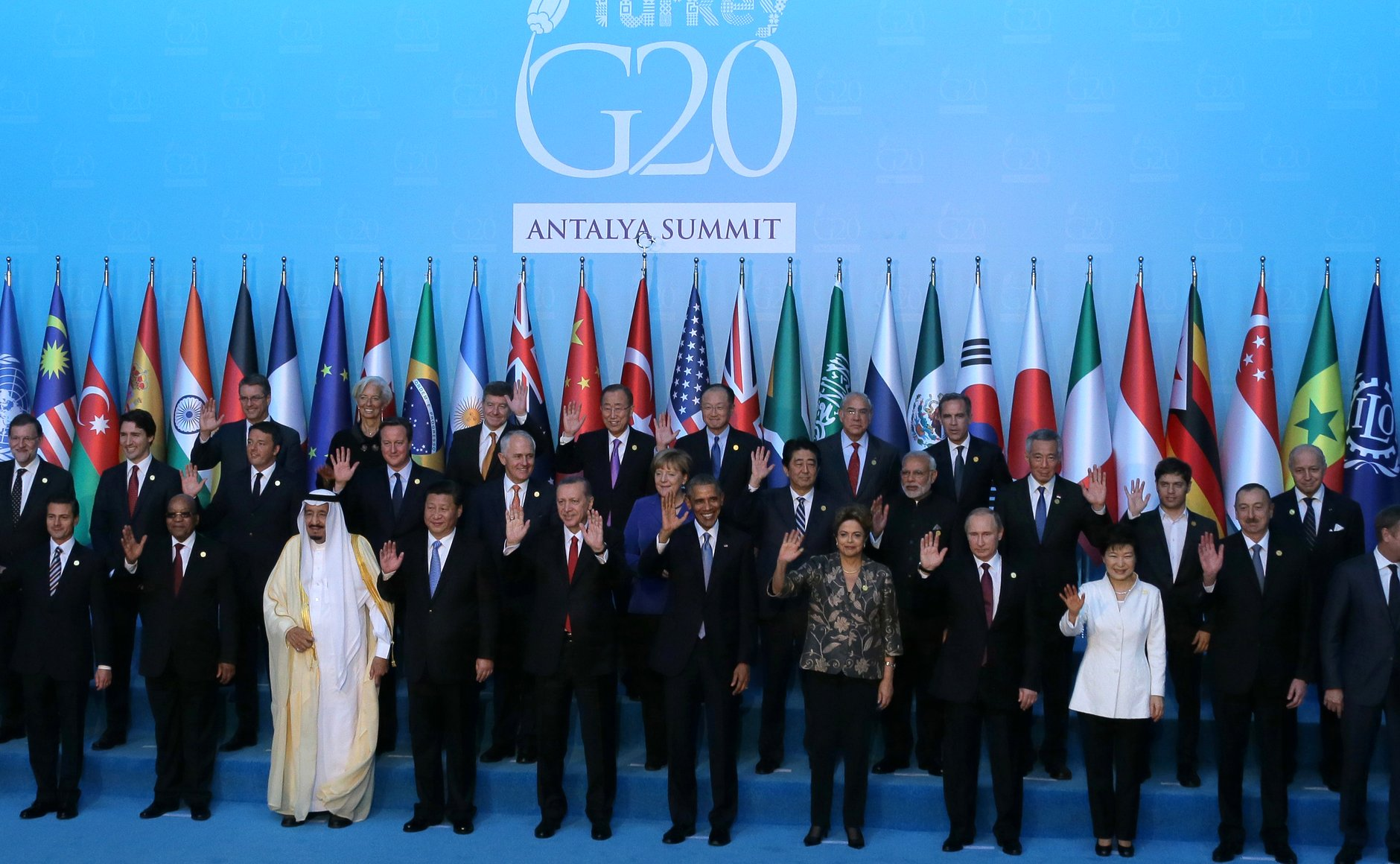
与会领导人合影。

安塔利亚峰会是第10届二十国集团领导人会议。二十国集团代表着全球90%的GDP、80%的全球贸易和三分之二的人口。土耳其是当年的二十国集团轮值主席国，组织成员国有阿根廷、澳大利亚、巴西、加拿大、中国、法国、德国、意大利、印度、印度尼西亚、日本、墨西哥、韩国、俄罗斯、沙特阿拉伯、南非、土耳其、英国、美国和欧盟。故此，欧盟是二十国集团的正式成员，由欧盟委员会主席和欧洲理事会主席代表出席会议。二十国集团邀请西班牙担任永久受邀国。此外，非洲联盟2015年主席国津巴布韦、东南亚国家联盟2015年主席国马来西亚获邀。代表非洲发展新伙伴计划的塞内加尔也获邀。第11届二十国集团峰会将于2016年在中国杭州举行。
会议议题关于世界政治和安全危机，包括叙利亚和大量难民移民。
2015年9月，美国财政部长贾克·卢、中国及其他二十国的财政部长和中央银行行长都计划前往土耳其。筹备会议和定期会议在峰会前于土耳其各地举办，包括二十国集团女性会议（Women-20）、二十国集团青年会议（Youth-20）、撒哈拉以南非洲能源会议。截至9月份，银色经济、伊斯兰国家金融、旅游、农业等议题会议已经召开或筹备中。
由于巴黎恐怖袭击，本届峰会主要关注政治而非经济问题。身为处理金融和经济合作全球议题的组织，二十国集团决定改变会议模式。
至于会议结果，除了预先计划的公报外，各方通过了一项打击恐怖主义的宣言：“我们强烈谴责10月10日安卡拉和11月13日巴黎的恐怖袭击。这对全人类来说是不可接受的侮辱。各国元首表示愿意打击一切形式的恐怖主义，包括采取措施抵制经济恐怖主义。”联合声明表示：“打击恐怖主义是我们所有国家的重中之重任务，我们重申，透过加强国家团结与协作，共同预防和制止恐怖主义行为的解决之道。我们向恐怖袭击遇难者及其家属表示最深切的哀悼，并重申我们对打击任何形式恐怖主义斗争的支持和决心。”
会议还讨论了全球合作推动世界经济的问题。

## 与会人员

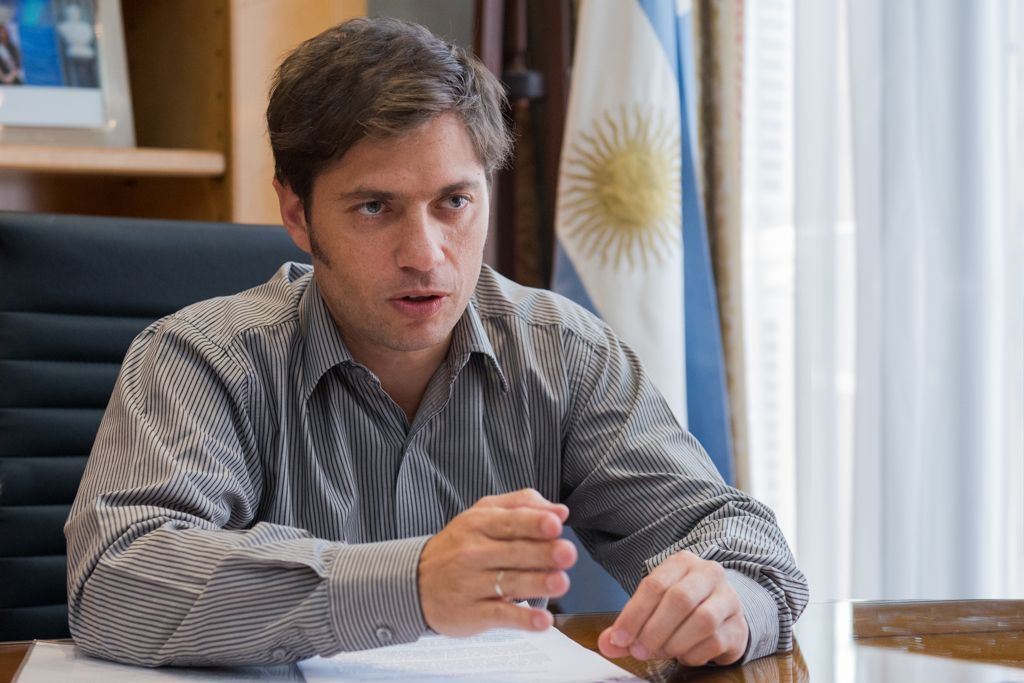
阿根廷
财政部长（英语：Minister of Economy of Argentina）阿克塞尔·基西洛夫（英语：Axel Kicillof）[註 1]
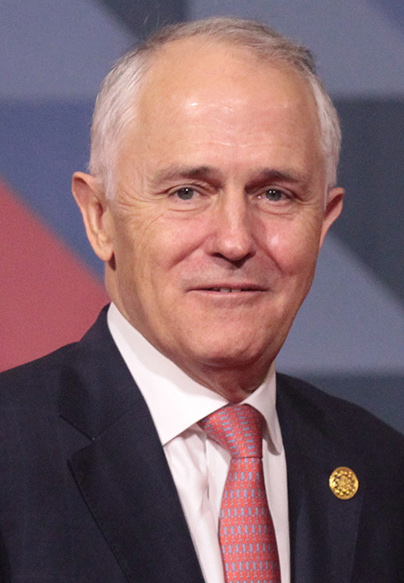
总理麦肯·腾博
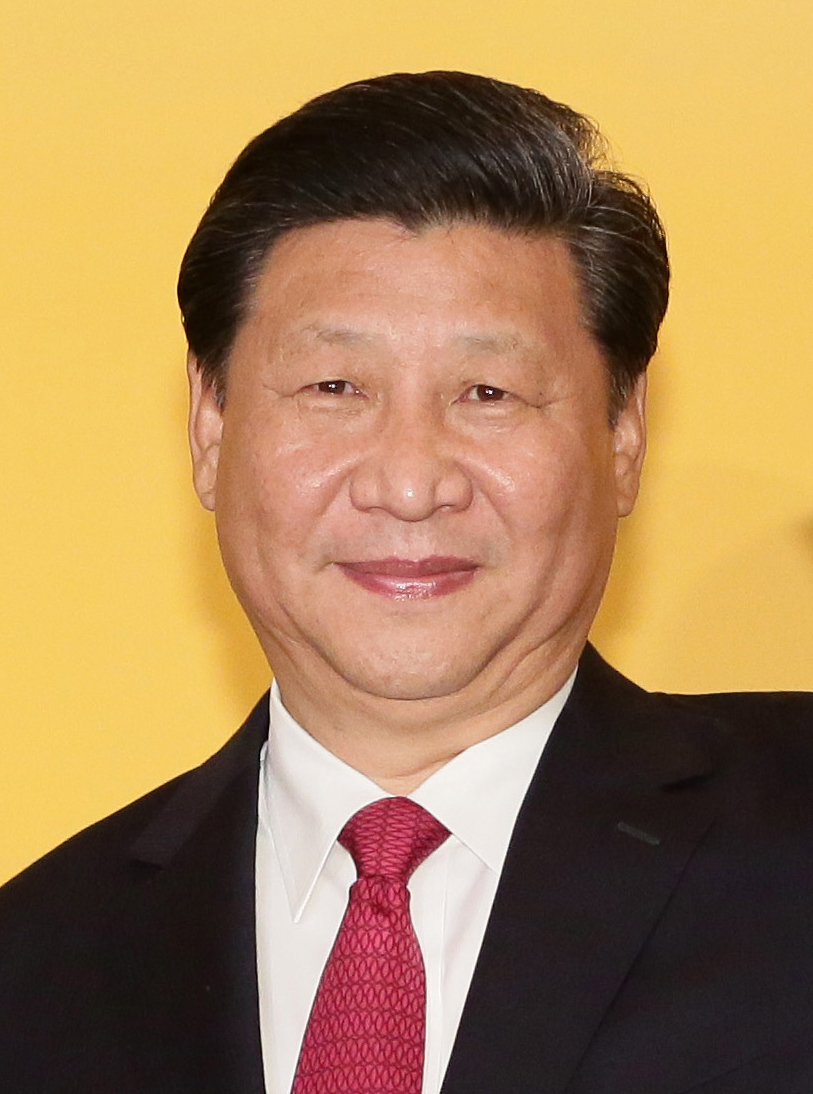
中国 国家主席习近平
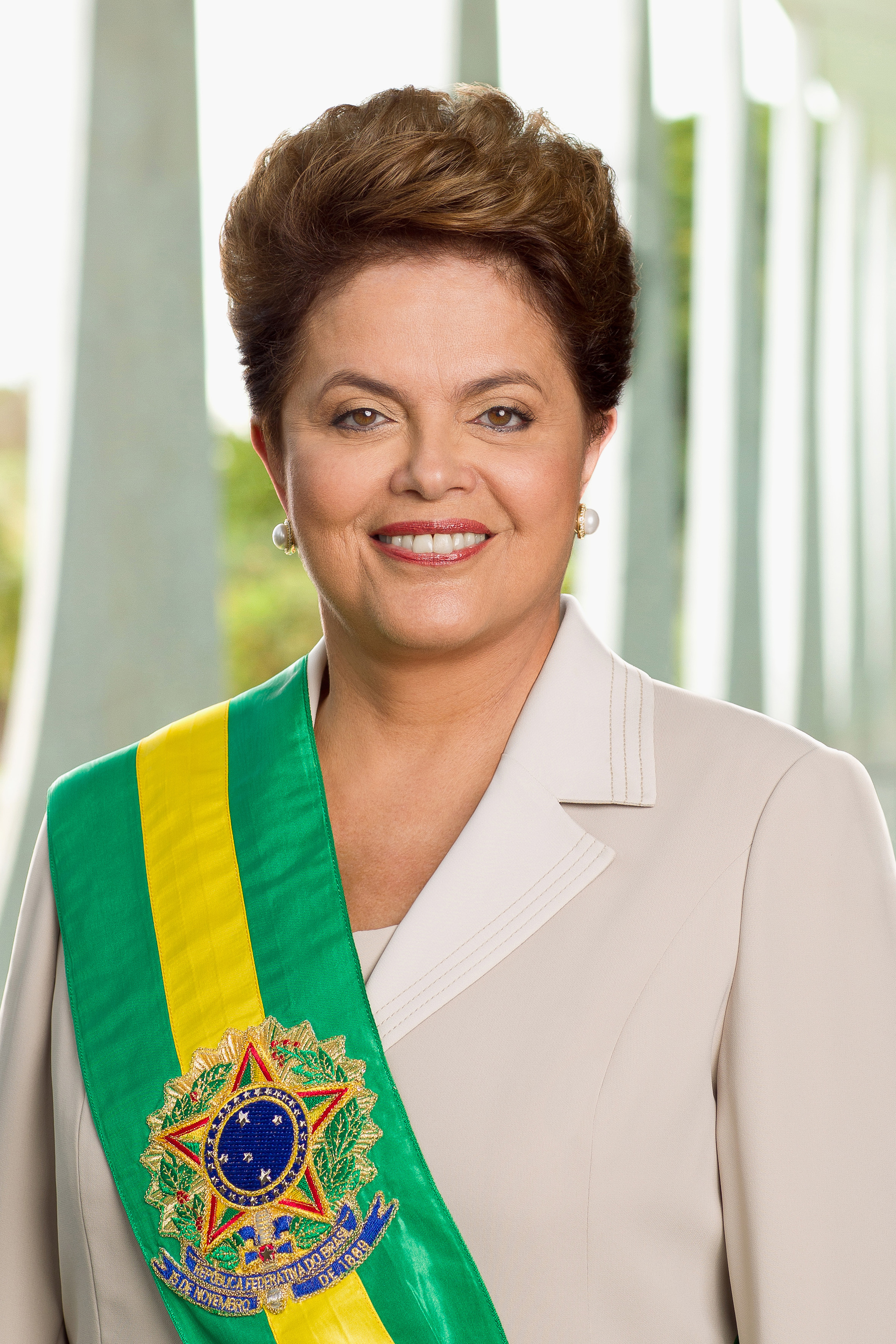
巴西 总统迪爾瑪·羅塞夫
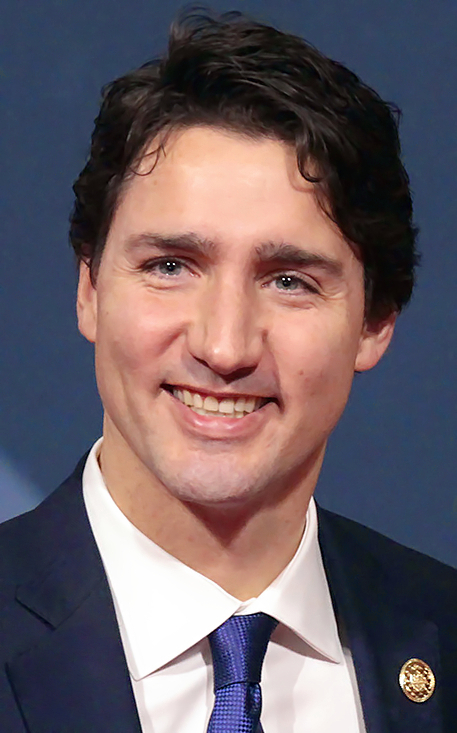
加拿大 总理賈斯汀·杜魯多
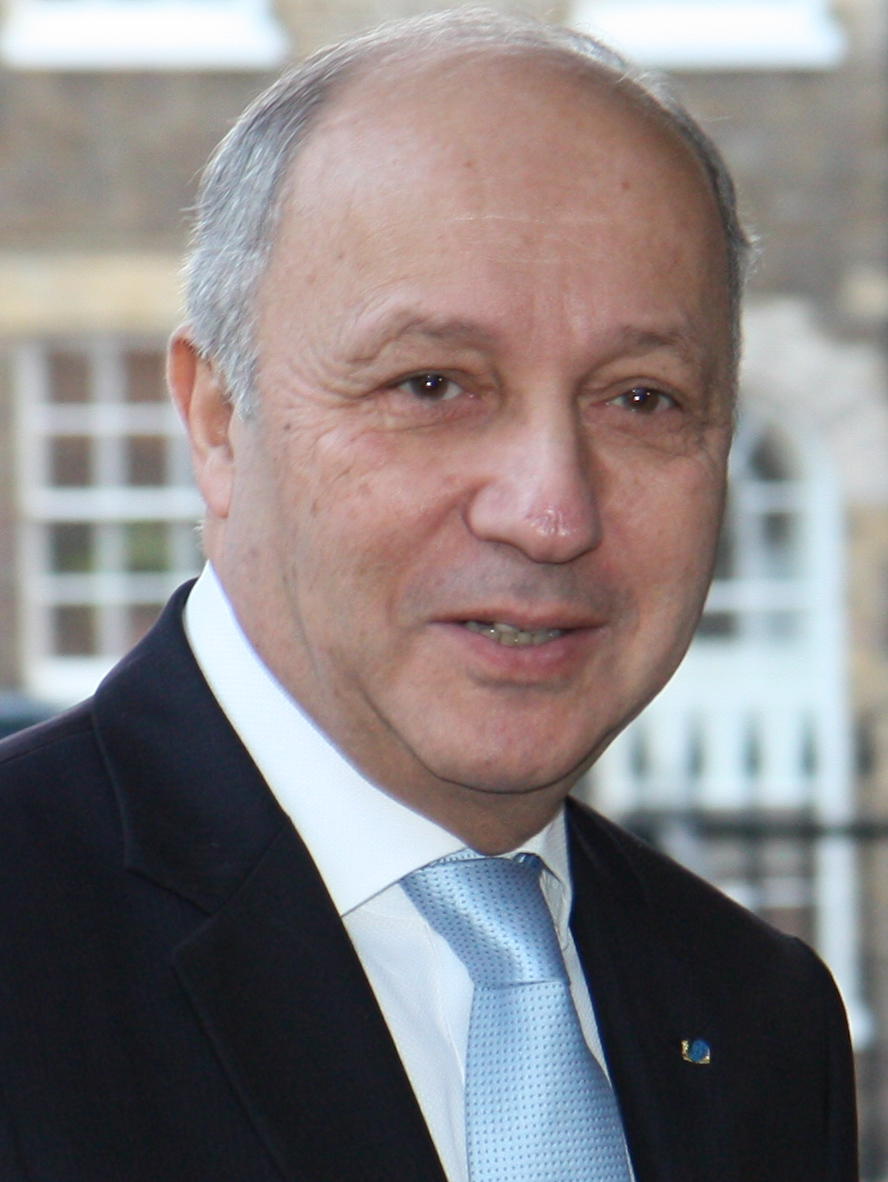
法國 外交部长洛朗·法比尤斯[註 2]
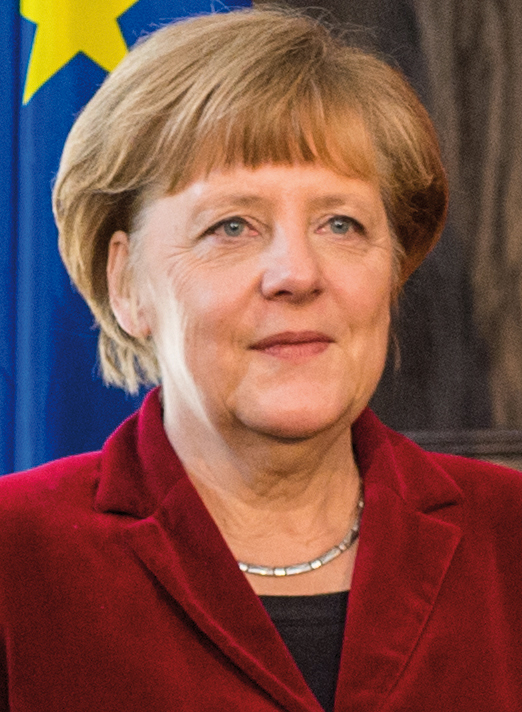
德国 总理安格拉·默克爾
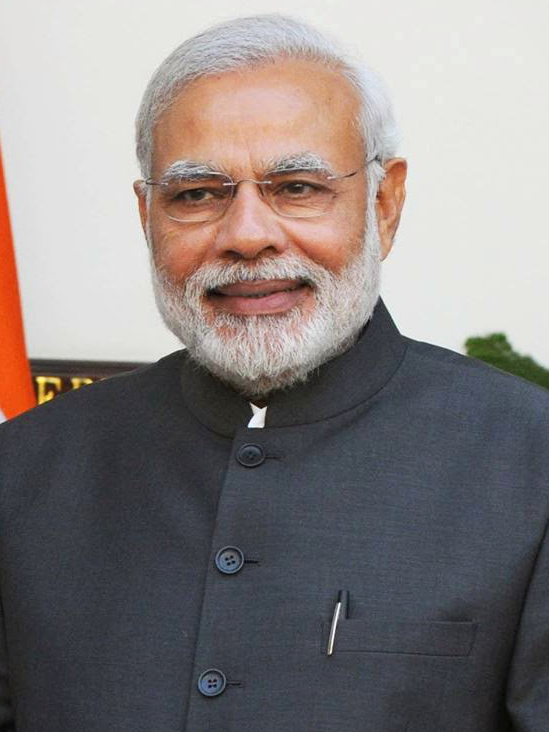
印度 总理纳伦德拉·莫迪
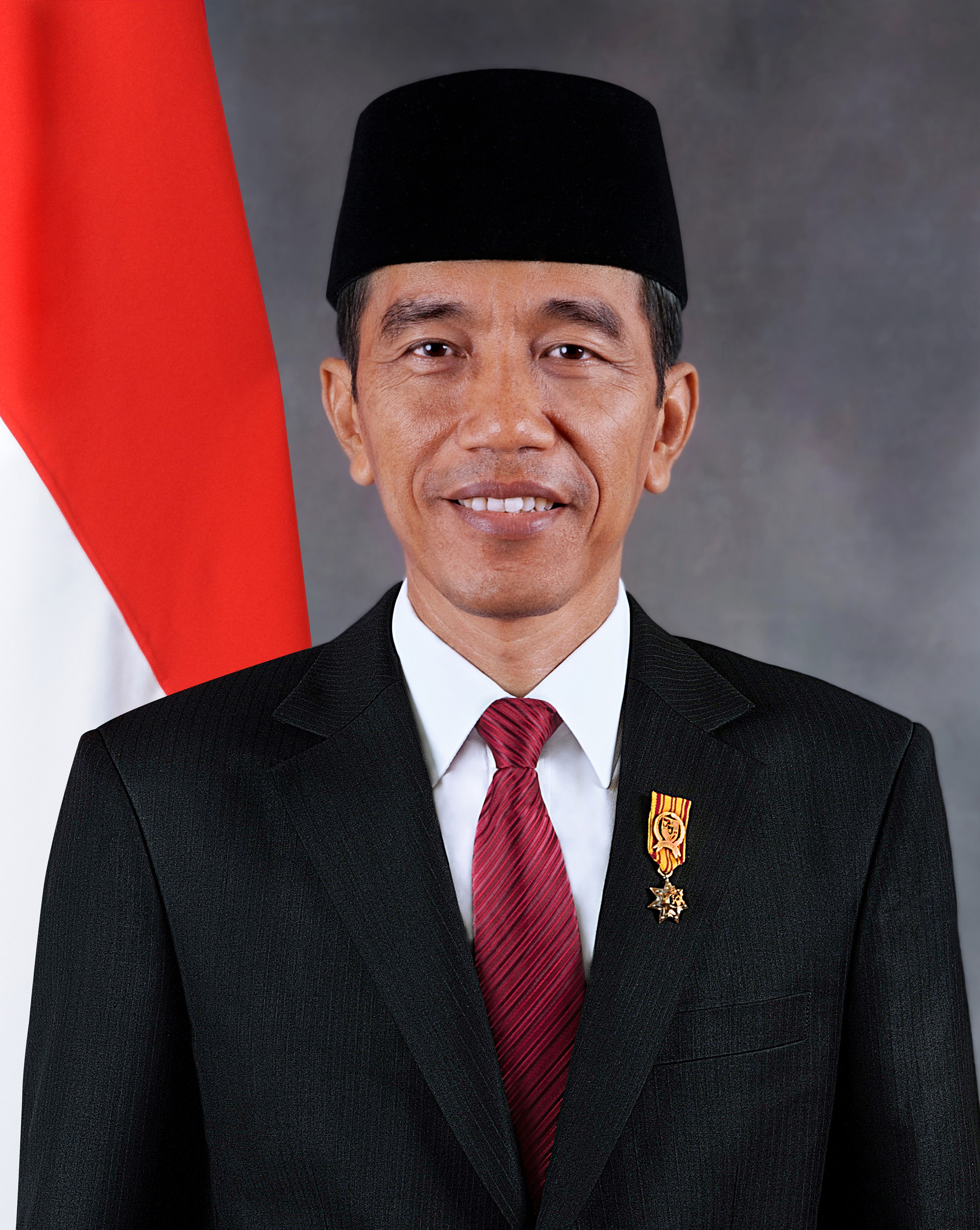
印度尼西亞 总统佐科·維多多
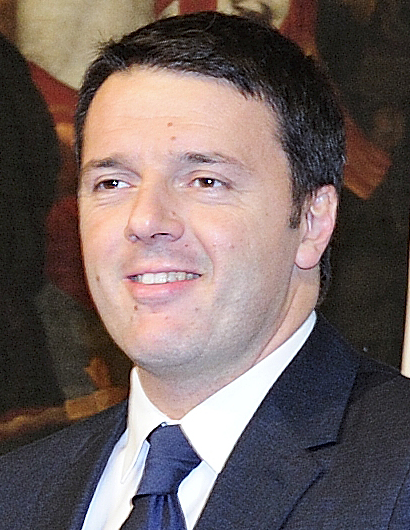
義大利 总理马泰奥·伦齐
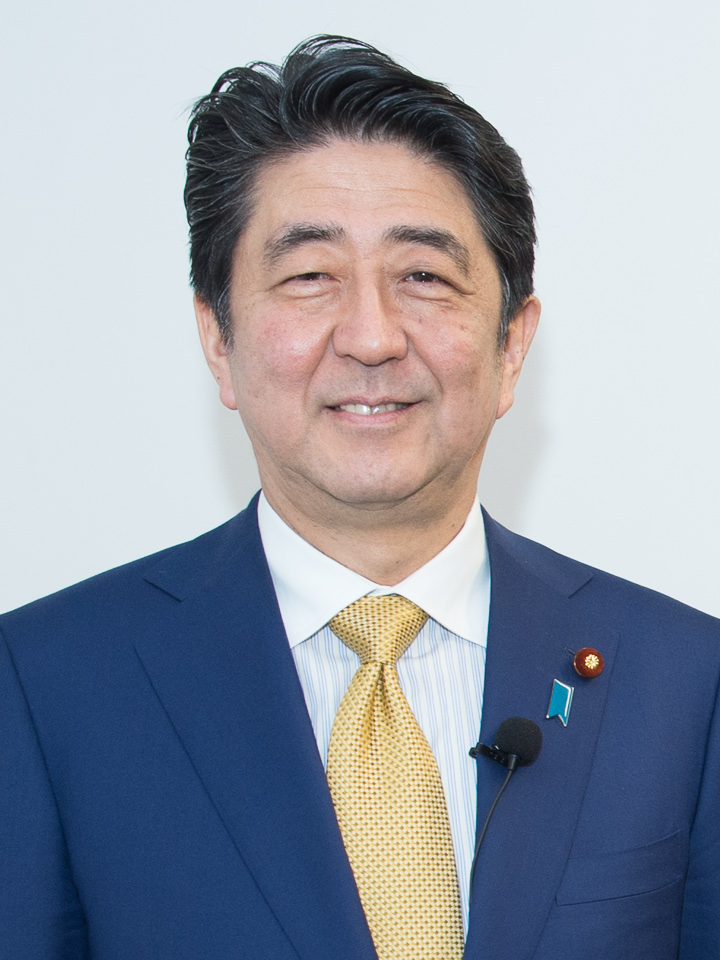
日本 首相安倍晋三
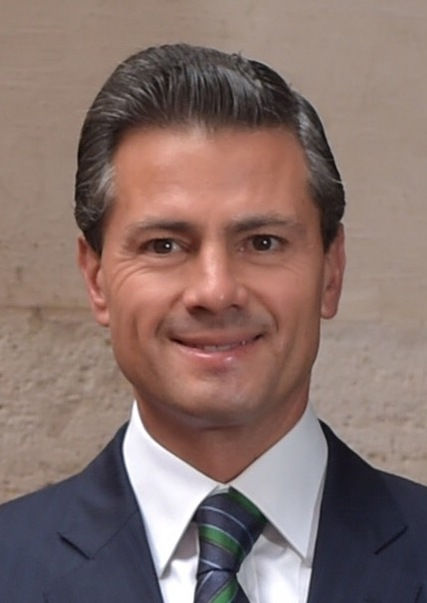
墨西哥 墨西哥总统恩里克·培尼亚·涅托
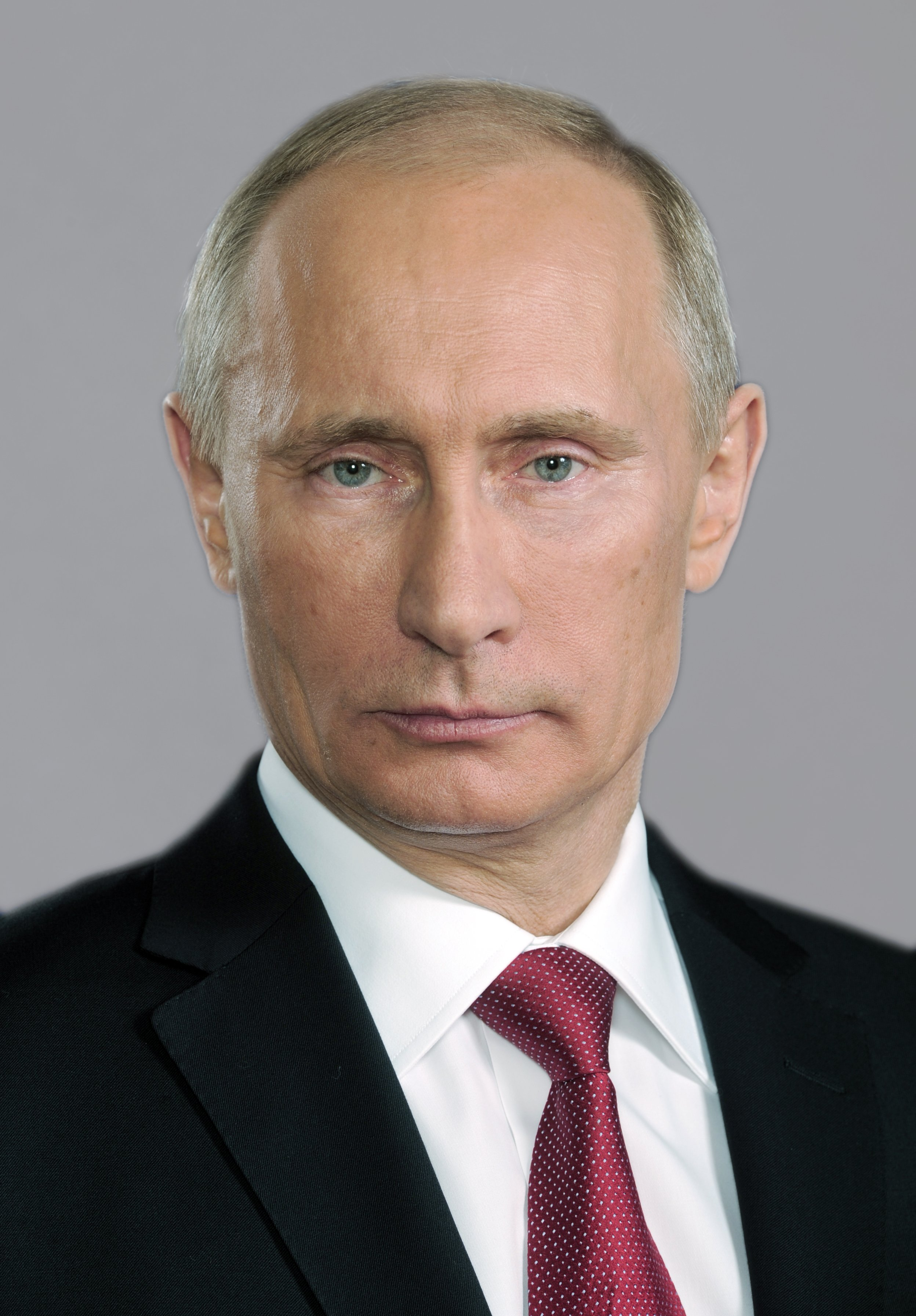
俄羅斯 总统弗拉基米尔·普京
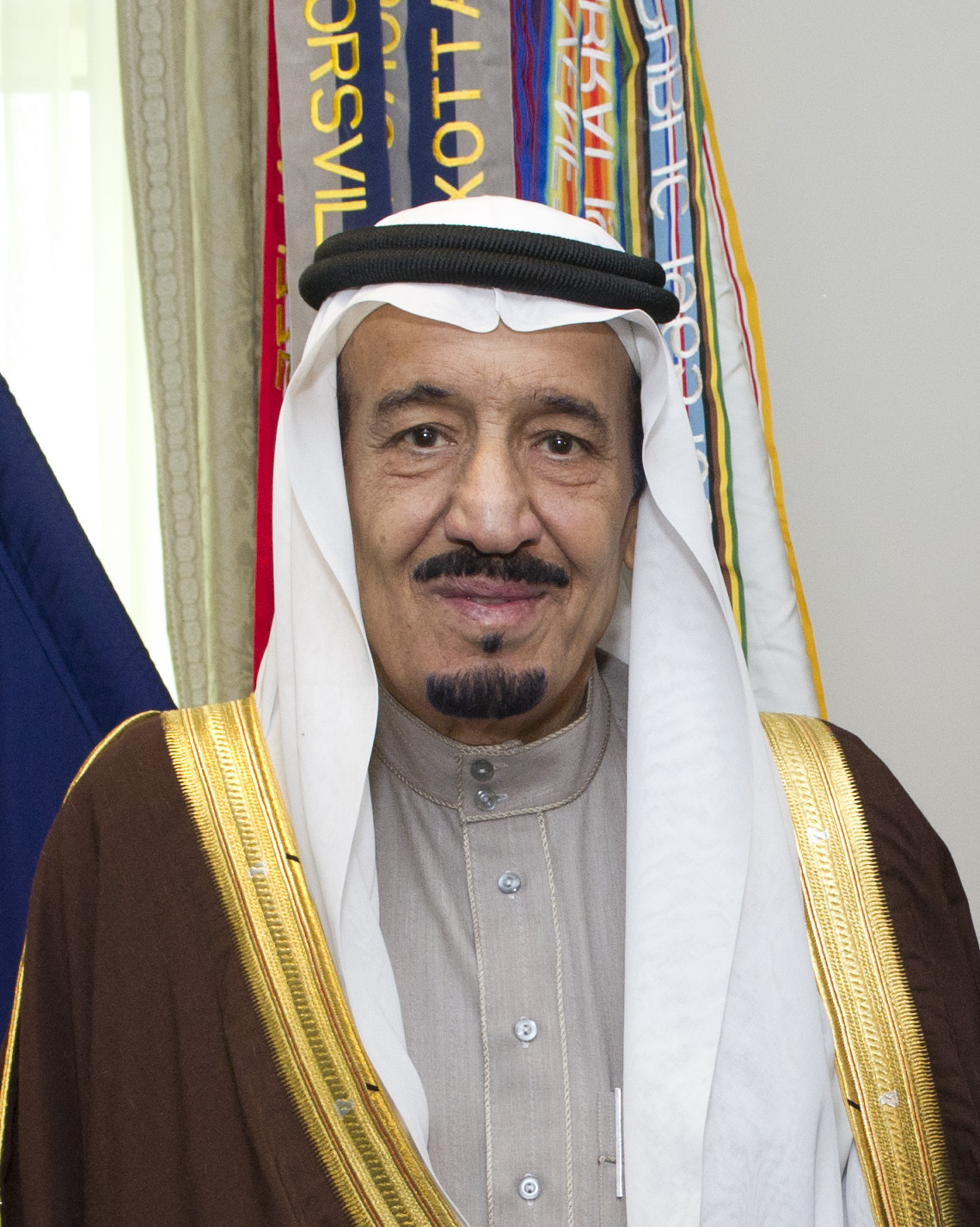
沙烏地阿拉伯 国王萨勒曼
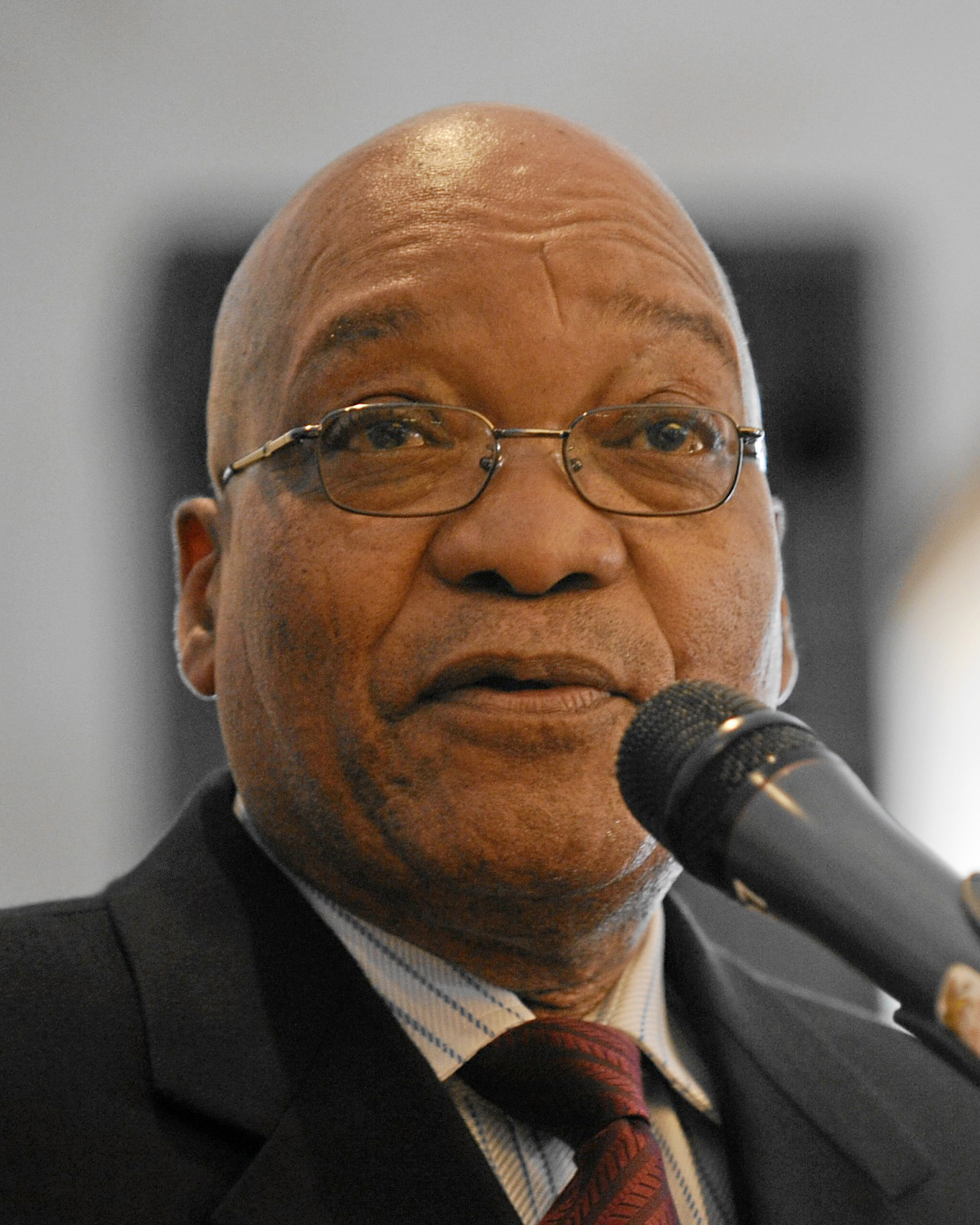
南非 总统雅各布·祖玛
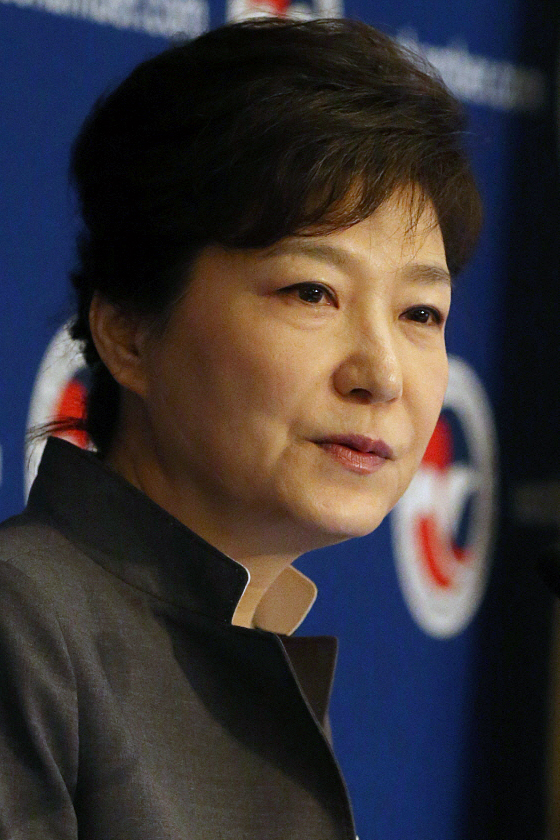
大韓民國 总统朴槿惠
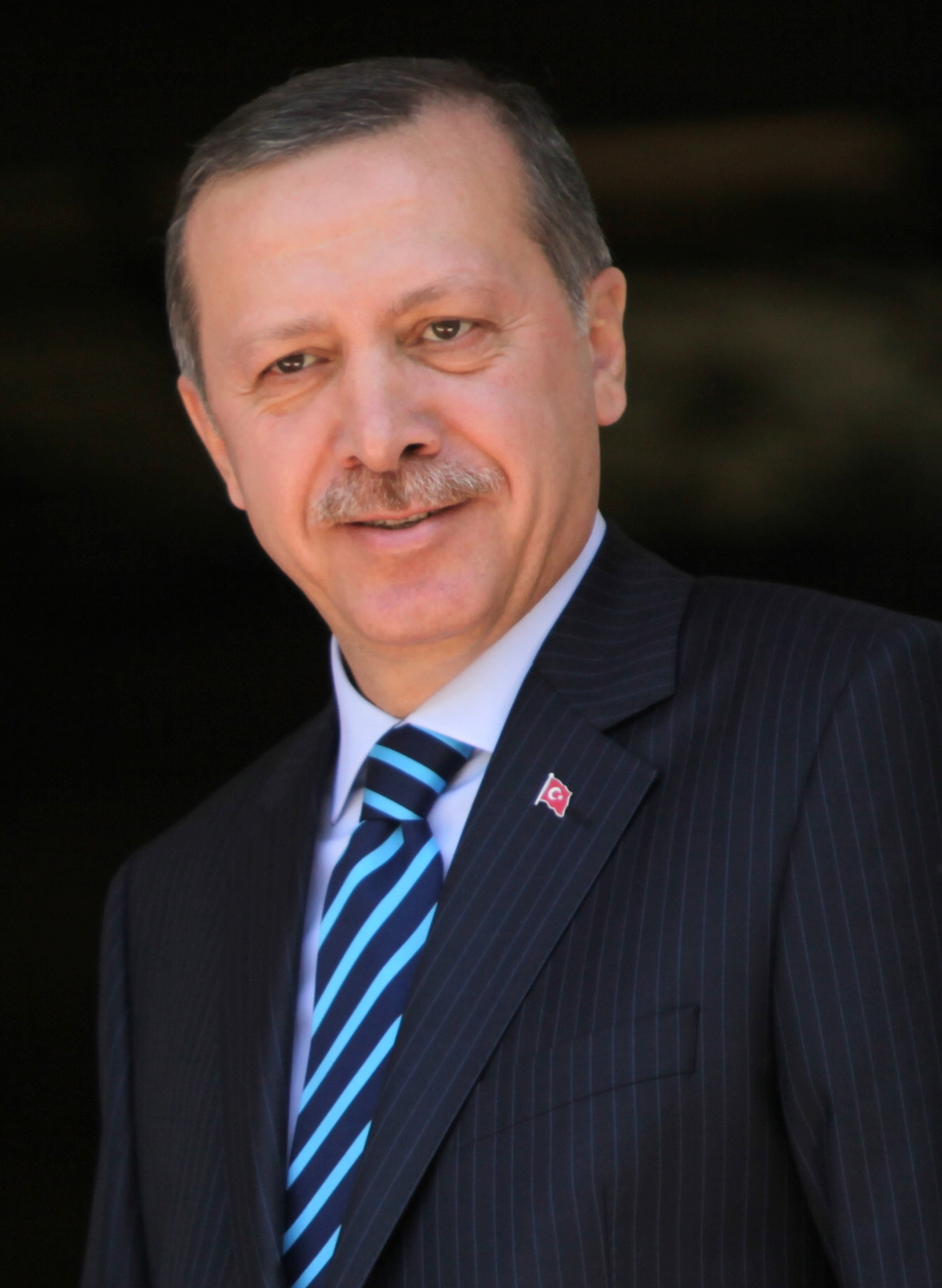
' 土耳其 总统'雷杰普·塔伊普·埃尔多安（东道主）
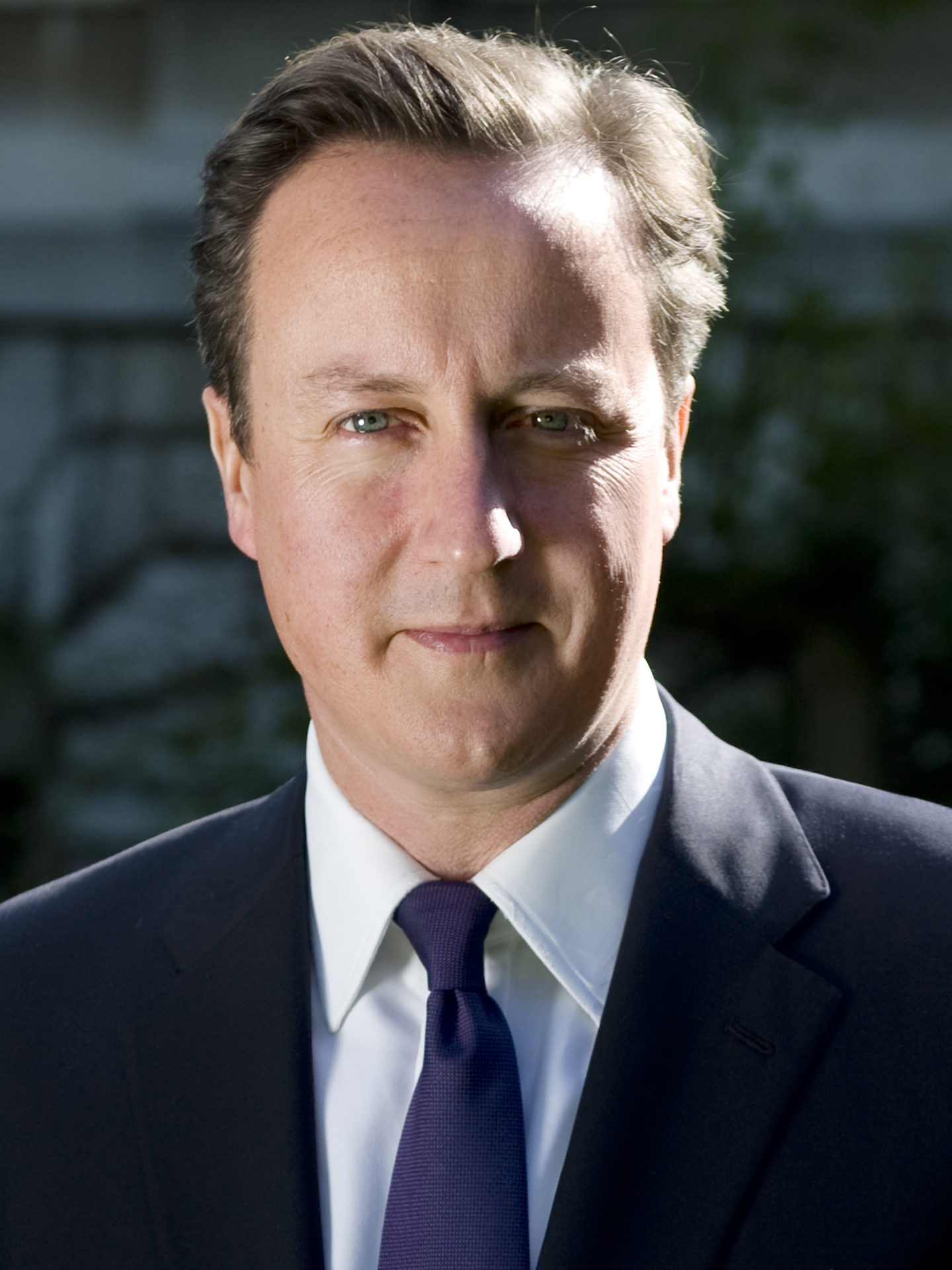
英国 首相戴维·卡梅伦
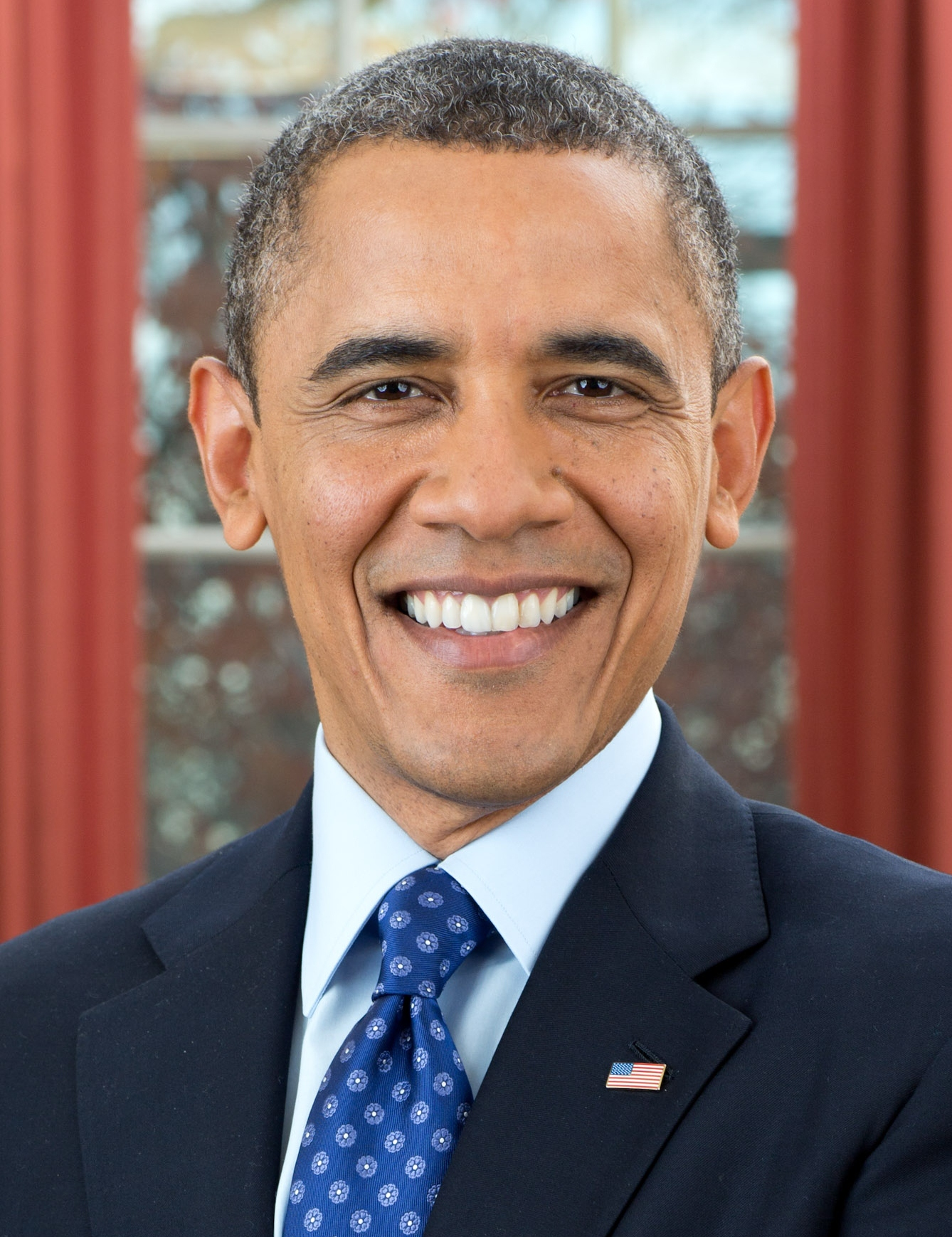
美国 总统贝拉克·奥巴马
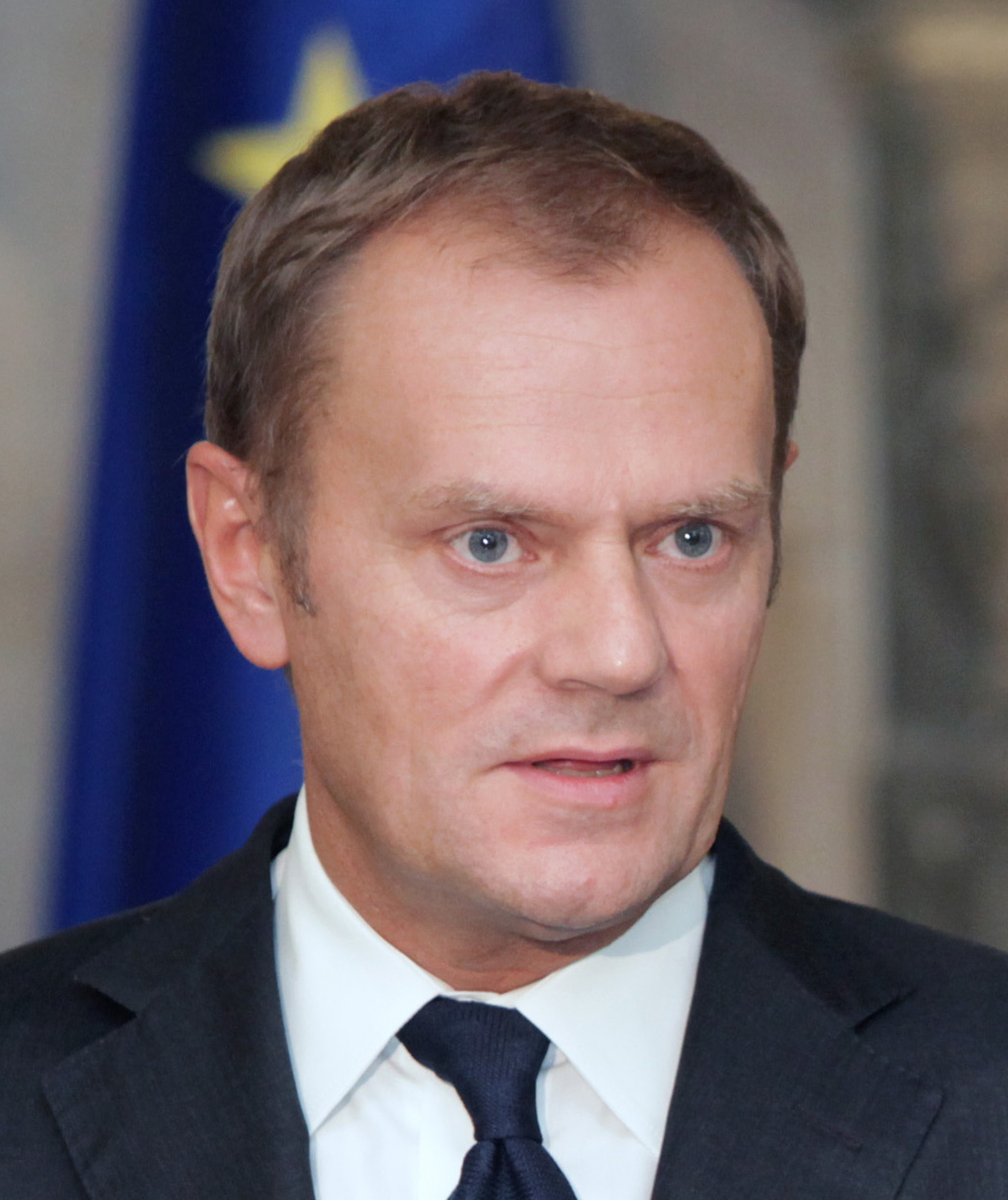
欧盟 欧洲理事会主席唐納德·圖斯克
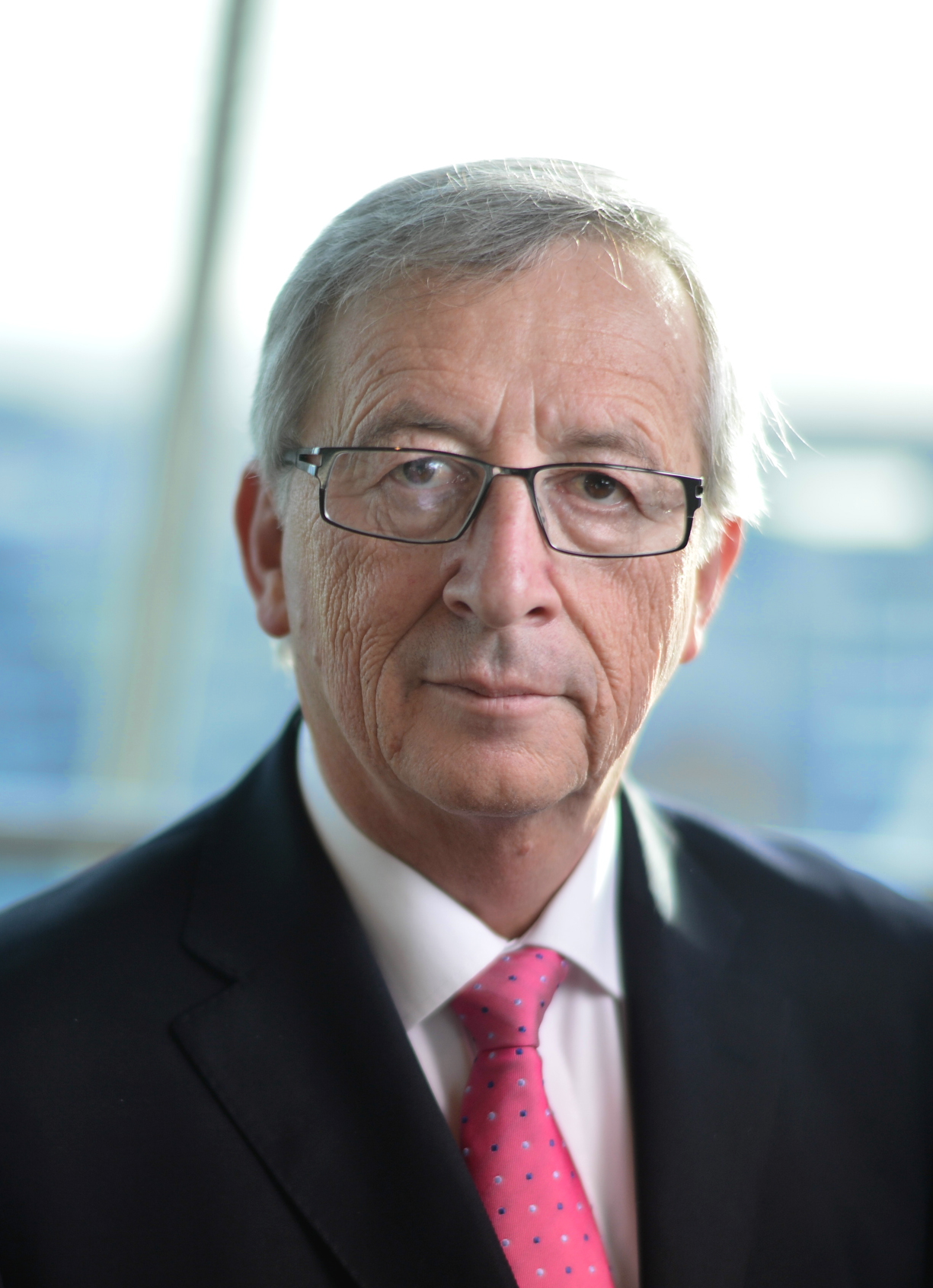
欧盟 欧盟委员会主席让-克洛德·容克

### 受邀嘉宾

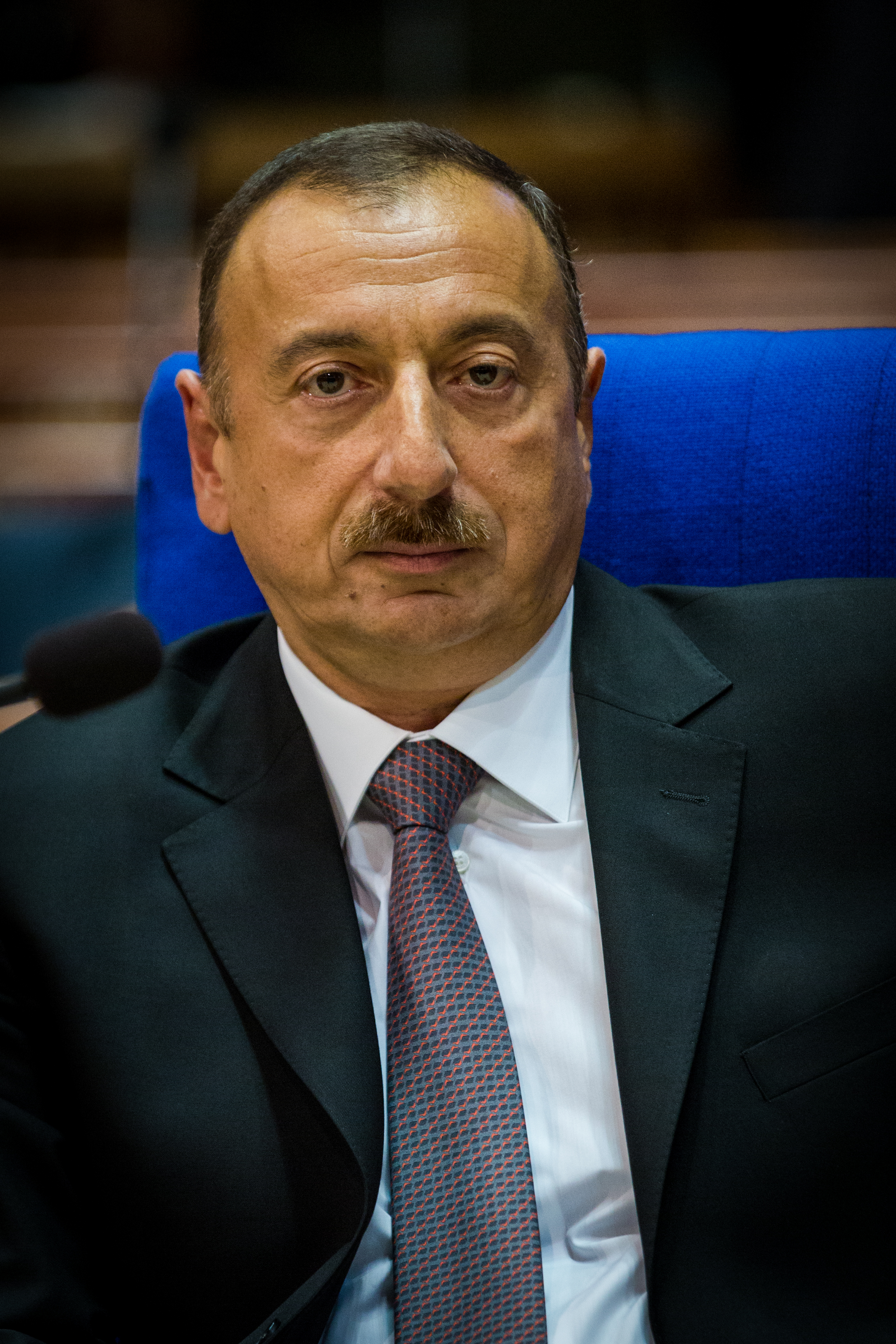
总统伊利哈姆·阿利耶夫
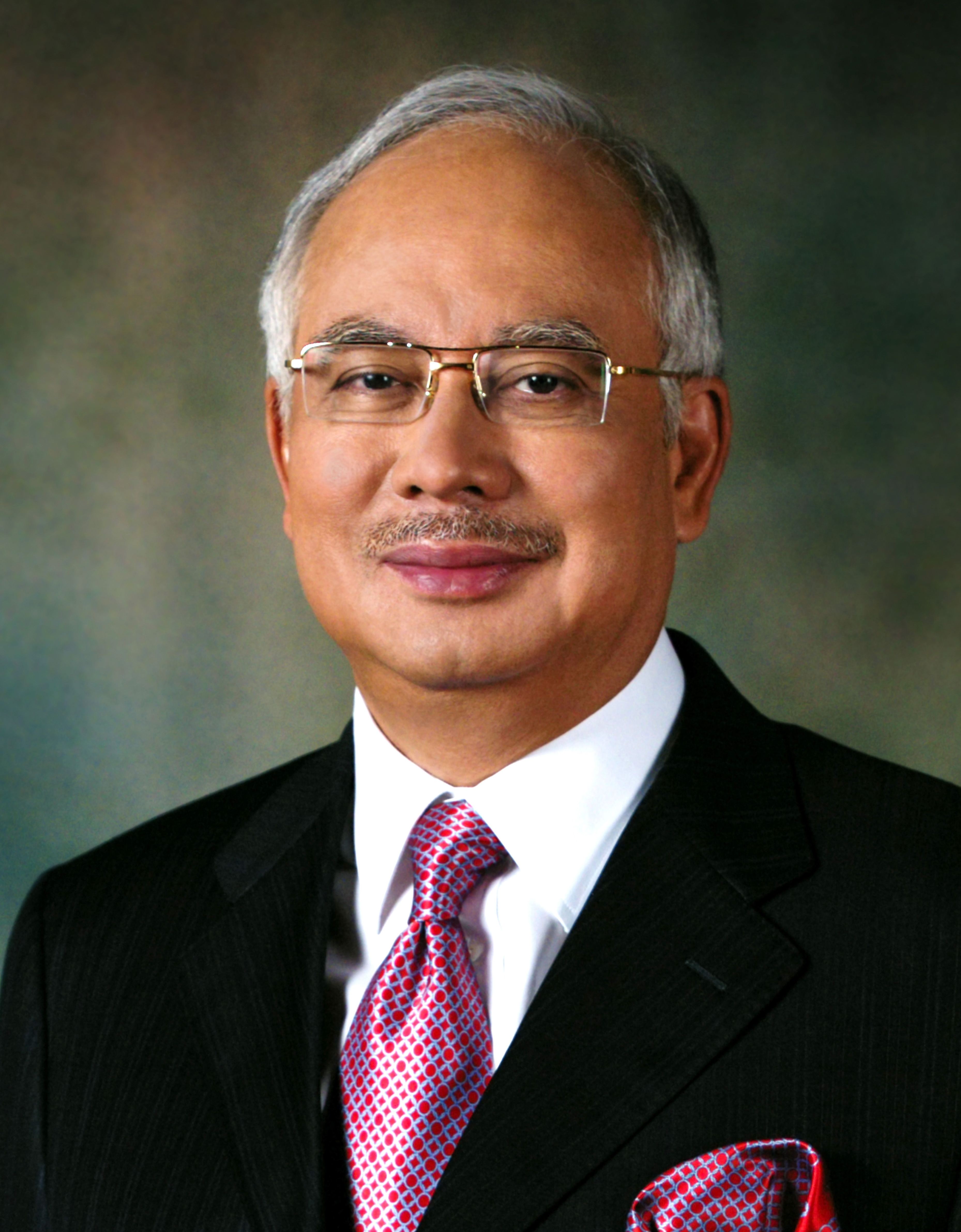
马来西亚 首相纳吉·阿都拉萨 2015年东盟轮值主席
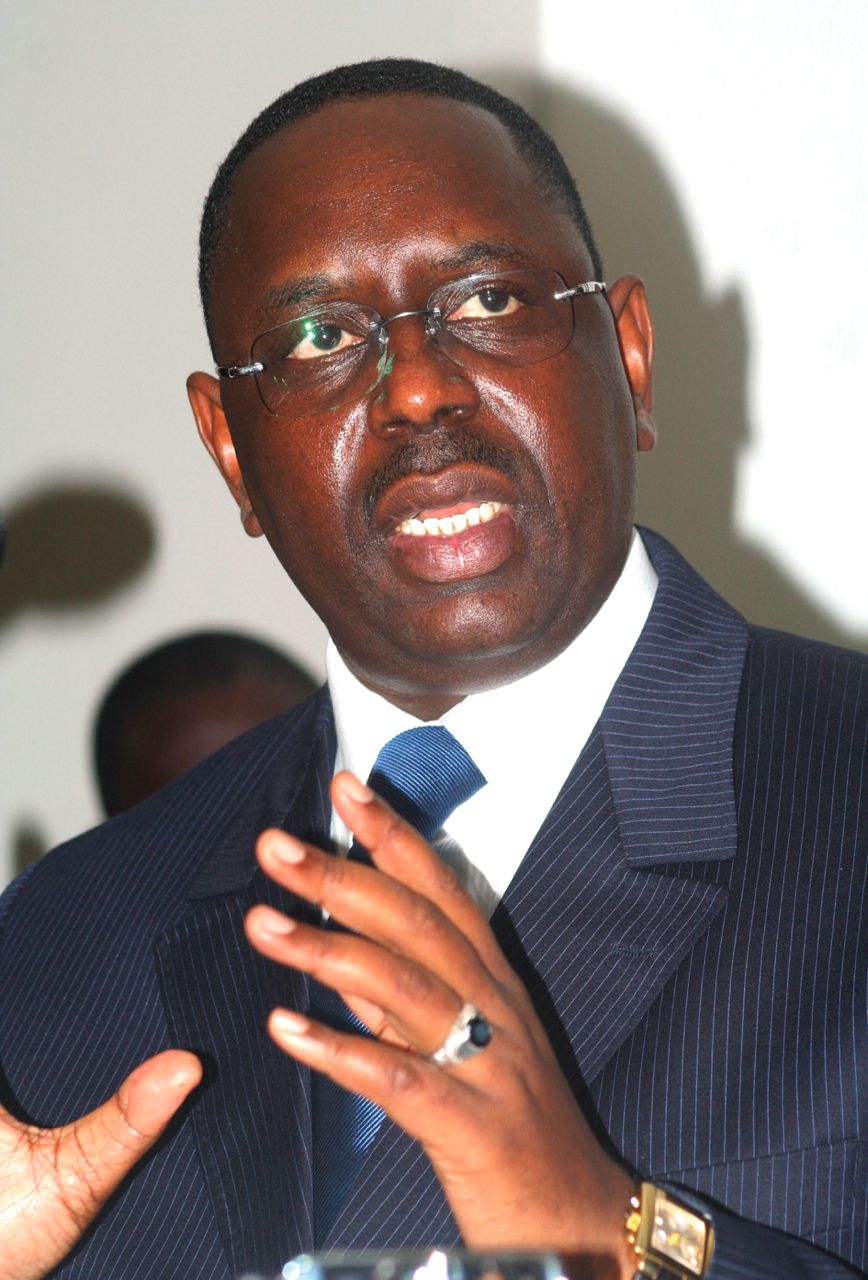
塞内加尔 总统麦基·萨勒 非洲发展新伙伴关系轮值主席
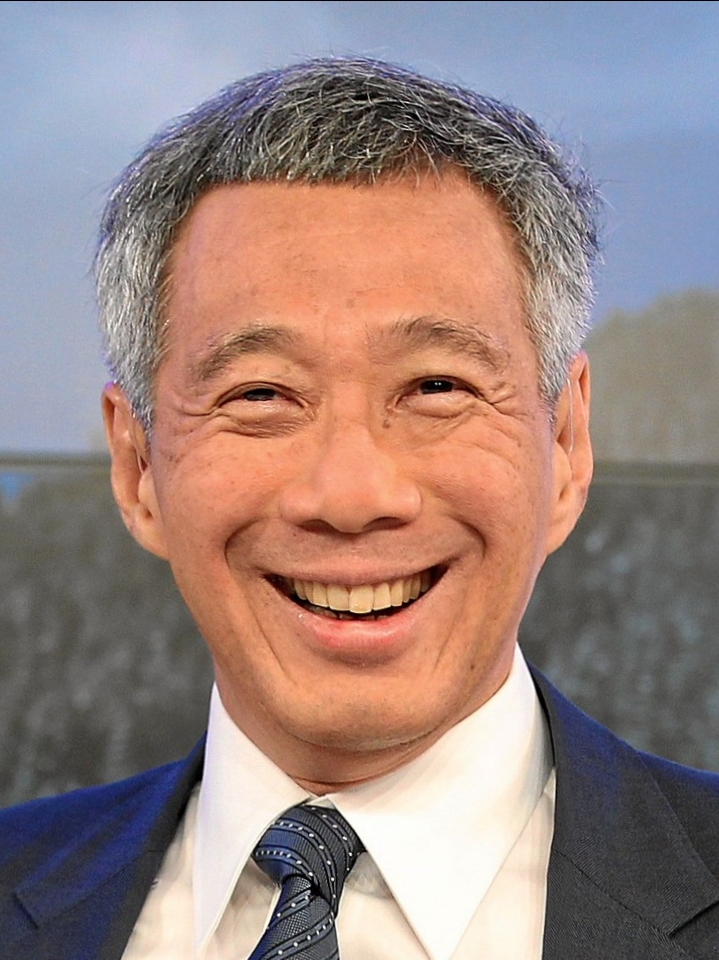
新加坡 总理李显龙
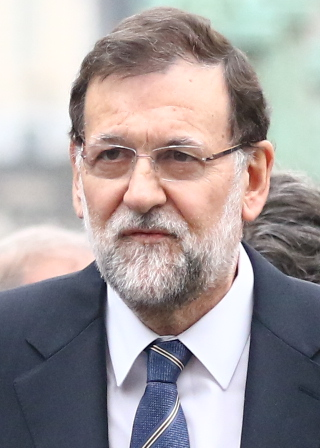
西班牙 首相马里亚诺·拉霍伊（永久受邀国）
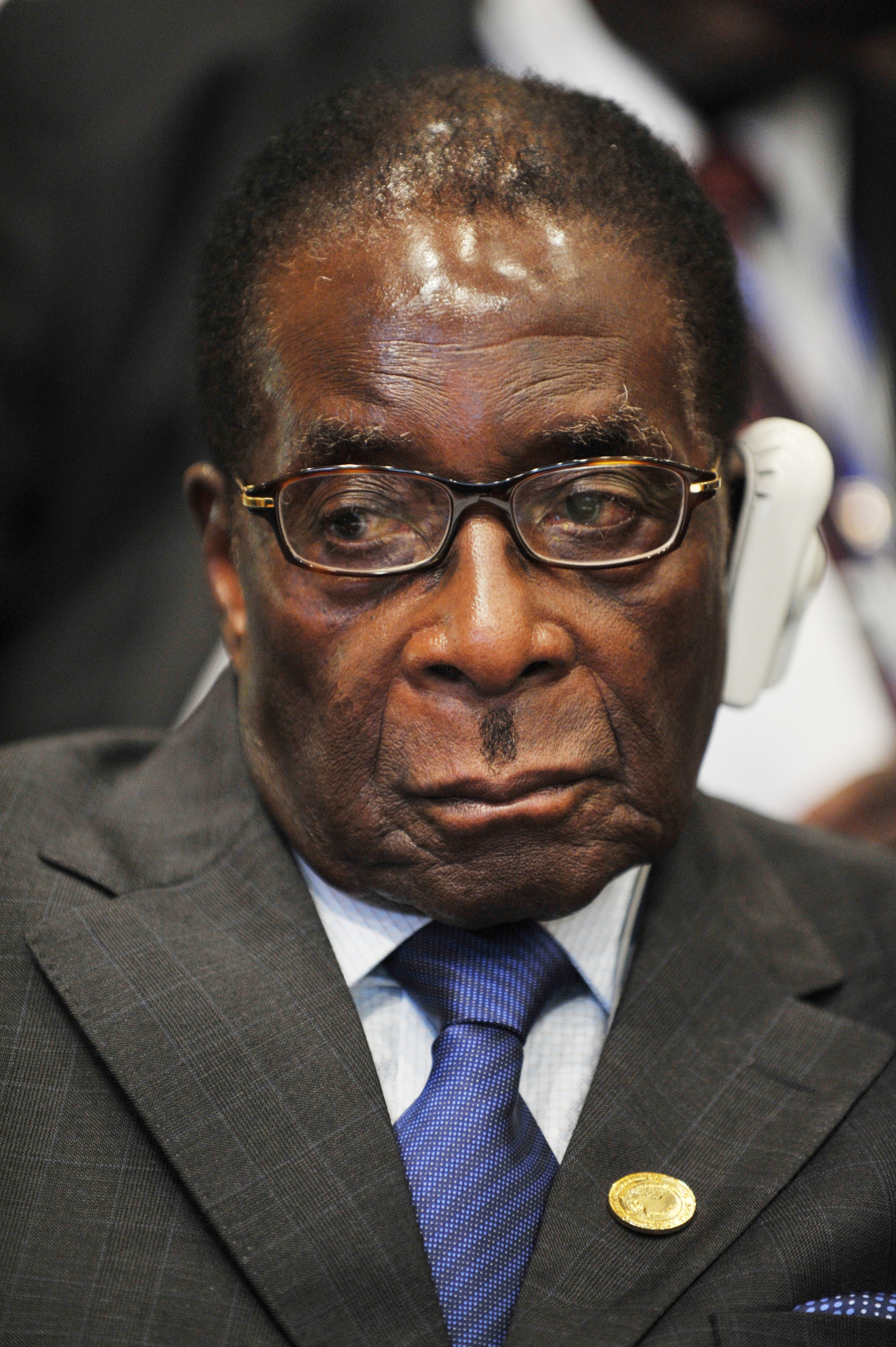
辛巴威 总统羅伯·穆加貝 2015年非盟轮值主席